# Черда (Италия)
Чѐрда (на италиански и на сицилиански: Cerda) е градче и община в Южна Италия, провинция Палермо, автономен регион и остров Сицилия. Разположено е на 274 m надморска височина. Населението на общината е 5393 души (към 2011 г.).